# 雪に願うこと
『雪に願うこと』（ゆきにねがうこと）は、2006年5月20日公開の日本映画。第18回東京国際映画祭で4冠を獲得、第80回キネマ旬報ベスト・テン日本映画ベスト・テン第3位選出。原作は、鳴海章の小説『輓馬』（ばんば）。

## ストーリー
ばんえい競走をテーマにした人間ドラマ。東京で事業に失敗しすべてを失った主人公・矢崎学は、ふるさとの北海道に戻ってくる。そこには、ばんえい競馬の厩舎を細々と運営する兄・威夫がいた。

## キャスト
- 伊勢谷友介（矢崎学役） - 主人公。31歳。
- 佐藤浩市（矢崎威夫役） - 学の兄。調教師。43歳。
- 小泉今日子（田中晴子役） - 矢崎厩舎の賄い婦。39歳。
- 吹石一恵（首藤牧恵役） - 騎手。23歳。
- 香川照之（小笠原役） - 威夫の同僚。
- 小澤征悦（須藤役） - 学の東京での友人。
- 椎名桔平（黒川役） - 獣医。38歳。
- 津川雅彦（大関役） - 馬主。67歳。
- でんでん（藤巻保役） - 厩務員。60歳。
- 山本浩司（加藤テツヲ役） - 厩務員。学の幼なじみ。31歳。
- 岡本竜汰（富永役） - 厩務員。28歳。
- 出口哲也（湯原役） - 厩務員。20歳。
- 草笛光子（矢崎静子役） - 学と威夫の母。71歳。
- 山﨑努（丹波役） - 謎めいた老人。63歳。

## スタッフ
- 監督：根岸吉太郎
- 製作：若杉正明
- エグゼクティブプロデューサー：甲斐真樹
- プロデューサー：田辺順子
- 原作：鳴海章『輓馬』（文藝春秋刊）
- 脚本：加藤正人
- 撮影：町田博
- 照明：木村太朗
- 録音：小野寺修
- 美術：小川富美夫
- 装飾：小池直実
- 衣装デザイン：小川久美子
- ヘアメイク：青木映子
- 助監督：高橋正弥、小林聖太郎、水元泰嗣、片桐健滋
- 編集：川島章正
- 音楽：伊藤ゴロー
- 音楽プロデューサー：佐々木次彦
- ラインプロデューサー：鈴木勇
- 撮影協力：北海道市営競馬組合、ばんえい競馬馬主協会、北海道ばんえい競馬調騎会
- 配給：ビターズエンド
- 上映時間：112分

## 関連書籍
- 『シナリオ』2006年5月号 - 本作品のシナリオなど掲載。